# Witchfinder General (banda)
Witchfinder General fue una banda de heavy metal originaria de Stourbridge, Reino Unido.  

## Historia
Se formó en 1979 dentro de la corriente denominada Nueva ola del heavy metal británico (NWOBHM), surgida a finales de los años 70 y comienzos de los 80 en las islas británicas, con un nombre inspirado en el film de Vincent Price de 1968, Witchfinder General, caracterizándose por un sonido crudo y denso con fuertes influencias de Black Sabbath, y especialmente por las polémicas portadas de sus dos primeros discos, en donde se retrataban ejecuciones inquisitoriales, con la modelo Joanne Latham siendo desnudada frente a una iglesia por parte de los miembros de la banda.
Son reconocidos especialmente por ser pioneros del género doom metal junto a Pentagram, Trouble, Saint Vitus y Candlemass, además de ser uno de los escasos exponentes de este género en haber pertenecido al mismo tiempo a la NWOBHM, junto con Pagan Altar.
Su importancia salió a la luz una vez disuelta la formación, Witchfinder General se reformó en noviembre de 2006 con todos sus miembros originales, excepto el vocalista Zeeb Parkes, siendo éste sustituido por Gary Martin. En 2007 publicaron un recopilatorio de grandes éxitos llamado Buried Amongst the Ruins, con versiones en vivo de temas como "Soviet Invasion" o el nunca antes editado "Phantasmagorical", además de haber lanzado en 2008 su último álbum de estudio llamado Resurrected.  
A pesar de que la banda tuvo una muy corta vida y en la actualidad han declarado que no piensan volver a actuar nunca más, son hoy en día uno de los grupos de la era del NWOBHM más recordados e influyentes, junto a Iron Maiden, Saxon, Venom, Angel Witch y Diamond Head.

## Miembros

### Alineación actual
- Phil Cope - guitarra 1979 - 1984, 2006 - 2008
- Rod Hawkes - bajo 1982 - 1984, 2006 - 2008
- Dermot Redmond - batería 1983 - 1984, 2006 - 2008
- Gary Martin - voz 2007 - 2008

### Miembros pasados
- Zeeb Parkes - voz 1979 - 1984
- Steve Kinsell - batería 1979 - 1982
- Johnny Fisher - bajo 1979 - 1980
- Kevin McCready - bajo 1981 - 1982
- Graham Ditchfield - batería 1982 - 1983

## Discografía

### Álbumes de estudio
- Death Penalty CD/LP (Heavy Metal Records, 1982)
- Friends of Hell CD/LP (Heavy Metal Records, 1983)
- Resurrected (2008)

### Singles/EP
- "Burning a Sinner" 7" (Heavy Metal Records, 1981)
- Soviet Invasion 12" EP (Heavy Metal Records, 1982)
- "Music" 7" (Heavy Metal Records, 1983)